# Joseph G. Burg
Pour les articles homonymes, voir Burg.
Joseph G. Burg (nom de plume de Josef Ginsburg, né à Czernowitz en 1908 et mort à Munich le 11 juillet 1990) est un journaliste et essayiste allemand d'origine ukrainienne.

## Biographie
Il a témoigné pour la défense au procès d'Ernst Zündel en 1988.

## Publications
- (de) Schuld und Schicksal - Europas Juden zwischen Henkern und Heuchlern, 3. Aufl. München, 1962
- (de) Majdanek in alle Ewigkeit?, Ederer Verlag München, 1979 (beschlagnahmt 1979)
- (de) Holocaust des schlechten Gewissens unter Hexagramm Regie, Ederer, 1979
- (de) Zionnazi Zensur in der BRD, Ederer, 1980 (beschlagnahmt 1989)
- (de) Ich klage an, Ederer, 1982.
- (de) Das Tagebuch (beschlagnahmt 1987) Ederer-Verlag 3. Auflage 1980 ASIN B002HZYZYI
- (de) Sündenböcke (beschlagnahmt 1983)
- (de) Verschwörung des Verschweigens (beschlagnahmt 1989)
- (de) Der jüdische Eichmann und der bundesdeutsche Amalek (beschlagnahmt 1989)
- (de) Terror und Terror (beschlagnahmt 1989)
- (de) Gesinnungsjustiz in der CIA-Mossad-BRD
- (de) Holocaust des schlechten Gewissens
- (de) Zions trojanisches Galapferd